# سامپو ۲۰۹۱
سیارک ۲۰۹۱ (به انگلیسی: 2091 Sampo، نامگذاری:1941HO) دو هزار و نود و یکمین سیارک کشف شده‌است که در ۲۶ آوریل ۱۹۴۱ کشف شد.
قدر مطلق سیارک برابر ۱۰٫۲۰ است.